# Thomisus penicillatus
Thomisus penicillatus es una especie de araña cangrejo del género Thomisus, familia Thomisidae. Fue descrita científicamente por Simon en 1909.

## Distribución
Esta especie se encuentra en Vietnam.